# チャイロモリクイナ
チャイロモリクイナ（Aramides wolfi）は、ツル目クイナ科に分類される鳥類。

## 分布
エクアドル西部、コロンビア西部、ペルー北西部

## 形態
全長33-36センチメートル。顔の羽衣は灰色で、頭頂の羽衣は淡灰色。喉の羽衣は灰白色、頸部や腰の羽衣は赤褐色、体上面や胸部の羽衣は暗黄褐色。腹部の羽衣や尾羽基部の上面を被う羽毛（上尾筒）、尾羽は黒い。
額には羽毛がなく、黄色い皮膚が裸出する。虹彩は赤い。嘴は黄緑色。後肢は淡赤色。

## 生態
標高900メートル以下にある森林、河畔林、マングローブ林、湿原などに生息する。

## 人間との関係
開発によるマングローブ林の破壊などにより生息数は減少している。